# Better Mistakes
Better Mistakes é o segundo álbum de estúdio da cantora estadunidense Bebe Rexha, lançado em 7 de maio de 2021, através da Warner Records. O álbum conta com as participações de Travis Barker, Ty Dolla Sign, Trevor Daniel, Lil Uzi Vert, Doja Cat, Pink Sweats, Lunay e Rick Ross.

## Antecedentes
"Sei que meus fãs estão super frustrados porque querem novas músicas. Prometo que minha equipe e eu temos trabalhado mais duro do que nunca. Todos os dias, todas as semanas. Não paramos. Este é o melhor projeto em que já trabalhei e o álbum é meu favorito absoluto. Mal posso esperar que você ouça. É que não achamos certo lançar um álbum nestes tempos. Assim que o mundo estiver em um lugar melhor, lançaremos tudo. estão apenas esperando a hora certa. Eu prometo que vale a pena esperar."

- Rexha via redes sociais.
Better Mistakes chega quase três anos após o lançamento do seu álbum de estréia, Expectations (2018). Embora a cantora tenha lançado músicas desde 2019, como "Last Hurrah", "Not 20 Anymore" e "You Can't Stop the Girl" (para a trilha sonora do filme da Disney, Malévola: Dona do Mal), até as mais recentes, como sua colaboração com Doja Cat em "Baby, I'm Jealous" e seus singles independentes "Sacrifice" e "Sabotage", ela tem mantido seus fãs esperando por outro álbum por muito tempo. Considerando que já se passaram alguns anos desde o lançamento do seu último álbum, a cantora ficou um pouco emocionada depois de compartilhar a notícia de seu novo álbum. Ela postou um vídeo de si mesma chorando, dizendo que é seu primeiro álbum em três anos e que demorou muito para ela trabalhar em coisas novas por causa da pandemia de COVID-19.

## Produção e lançamento
Em 5 de outubro de 2020, Bebe Rexha anunciou que lançaria um single chamado "Baby, I'm Jealous", com Doja Cat, quatro dias depois. A canção alcançou a posição 58 na Billboard Hot 100 dos EUA. Ela lançou o single seguinte, "Sacrifice", em 4 de março de 2021.
Em entrevista na série “Released” do YouTube durante o lançamento do videoclipe de "Sacrifice", Bebe falou sobre o álbum:
| “ | Meu segundo álbum é, de longe, o projeto mais desafiador e mais gratificante em que já trabalhei. Eu escrevi, gravei, reescrevi, regravei e então repeti esse processo para entregar um álbum que verdadeiramente reflita quem eu sou como cantora e compositora e, o mais importante, como artista. Quero levar as pessoas numa viagem ao paraíso do pop, mesclando com elementos de rock e hip-hop. É importante para mim que minha música continue a falar sobre temas como sinceridade, vulnerabilidade, autodestruição, autorrealização e empoderamento feminino. | ” |

No mesmo vídeo, a cantora contou o processo de confecção do álbum:
| “ | Quando você está no estúdio e está escrevendo com alguém, você tem que encontrar aquela faísca. Precisa encontrar o momento da faísca. Você tem que encontrar aquele momento que desperta. Então eu entrei no estúdio e escrevi isso com Pablo, Jussi e Justin Tranter [...]. E o que queríamos fazer com esse álbum era realmente escrever músicas baseadas em inseguranças e tudo que eu sempre tenha me envergonhado ou com medo. E acabamos de fazer isso em um álbum. | ” |

No dia 14 de abril, Bebe anunciou nas suas redes sociais o título do álbum como Better Mistakes, junto com a sua data de lançamento (7 de maio de 2021). Neste mesmo dia, Bebe também anunciou o lançamento do terceiro single, "Sabotage", e também compartilhou a capa oficial do álbum que exibe o título do álbum em texto verde neon com a cantora no fundo vestida em um macacão listrado no estilo Beetlejuice com iluminação azul. Em 15 de abril, ela revelou a lista de faixas em suas redes sociais. O álbum estava disponível para pré-venda no dia 16 de abril, cedendo com o lançamento de "Sabotage". Em 28 de abril, Rexha anunciou que a música "Die for a Man", com participação do cantor e rapper americano Lil Uzi Vert, seria lançada como o quarto single do álbum em 30 de abril. Mais tarde, ela deu um trecho da música um dia antes do lançamento do single.

## Lista de faixas
Créditos adaptados do TIDAL.
| N.º            | Título                                             | Compositor(es)                                                                                             | Produtor(es)                          | Duração |  |
| 1.             | "Break My Heart Myself" (com Travis Barker)        | Bebe Rexha Justin Tranter Jussi Karvinen                                                                   | Jussifer Mike Elizondo                | 2:31    |  |
| 2.             | "Sabotage"                                         | Rexha Michael Matosic Jon Hume Michael Tighe Greg Kurstin                                                  | Kurstin                               | 2:56    |  |
| 3.             | "Trust Fall"                                       | Rexha Madison Love Sorana Pacurar Blake Slatkin                                                            | Slatkin Nick Mira John Hanes Sam Wish | 2:30    |  |
| 4.             | "Better Mistakes"                                  | Rexha Tranter Lisa Scinta Peter Rycroft Richard Boardman Pablo Bowman                                      | Lostboy The Six                       | 2:15    |  |
| 5.             | "Sacrifice"                                        | Rexha Bowman Rycroft Matthew Burns                                                                         | Burns                                 | 2:40    |  |
| 6.             | "My Dear Love" (com Ty Dolla Sign e Trevor Daniel) | Rexha Tranter Brian Lee Andrew Bolooki                                                                     | Lee Bolooki                           | 2:52    |  |
| 7.             | "Die for a Man" (com Lil Uzi Vert)                 | Rexha Symere Woods Michelle Buzz Nick Mira Jason Gill                                                      | Mira Gill                             | 2:47    |  |
| 8.             | "Baby, I'm Jealous" (com Doja Cat)                 | Rexha Amala Dlamini Bowman Tranter Karvinen Gill                                                           | Jussifer Gill                         | 2:55    |  |
| 9.             | "On the Go" (com Pink Sweats e Lunay)              | Rexha David Bowden Jefnier Osorio Moreno Michael Keenan                                                    | Keenan                                | 2:59    |  |
| 10.            | "Death Row"                                        | Rexha Tranter Boardman Bowman                                                                              | The Six                               | 3:00    |  |
| 11.            | "Empty"                                            | Rexha Tranter Karvinen Boardman Bowman                                                                     | Jussifer The Six                      | 2:28    |  |
| 12.            | "Amore" (com Rick Ross)                            | Rexha William Roberts Michael Pollack Nate Cyphert Alex Schwartz Joe Khajadourian Harry Warren Jack Brooks | The Futuristics                       | 2:54    |  |
| 13.            | "Mama"                                             | Rexha Tranter Karvinen Lee Freddie Mercury                                                                 | Jussifer Gill                         | 3:08    |  |
| Duração total: | Duração total:                                     | Duração total:                                                                                             | Duração total:                        | 35:55   |  |

Notas
- "Amore" contém uma interpolação da canção "That's Amore" de 1953, escrita por Harry Warren e Jack Brooks.
- "Mama" contém uma interpolação da canção "Bohemian Rhapsody", de 1975, da banda Queen.

## Histórico de lançamento
| Região | Data              | Formato                    | Versão | Gravadora | Ref.          |
| ------ | ----------------- | -------------------------- | ------ | --------- | ------------- |
| Várias | 7 de maio de 2021 | Download digital streaming | Padrão | Warner    | [ 19 ] [ 20 ] |